# Ernst Vogt (Historiker)
Ernst Vogt (* 22. September 1877 in Kaiserslautern; † 5. Oktober 1918) war ein deutscher Historiker.

## Leben und Wirken
Vogt wurde als Sohn des evangelischen Pfarrers August Vogt und seiner Frau Sophia, geb. Wernher, in Kaiserslautern geboren. Nach dem frühen Tod des Vaters zog die Familie 1881 nach Darmstadt um, wo Ernst zunächst die Vorschule und ab 1886 das Ludwig-Georgs-Gymnasium besuchte.
Nach dem Abitur begann er 1886 ein Studium der Geschichtswissenschaft, Jura und Nationalökonomie (später auch der Germanistik und der Geographie) an den Universitäten von Heidelberg, München, Berlin und Gießen.
Im Jahre 1900 promovierte er in Gießen bei Konstantin Höhlbaum – dessen Tochter er auch heiratete – mit einer Arbeit über Erzbischof Balduin von Trier und den Thronverzicht Kaiser Ludwig des Bayern. 1905 habilitierte er sich dort auch mit einer Schrift zu Erzbischof Matthias von Mainz, einem Zeitgenossen Balduins.
Seit 1912 war er außerordentlicher Professor in Gießen. Neben den mittelalterlichen wandte er sich immer wieder auch Themen der hessischen Geschichte zu. Eine geplante Biographie Heinrich von Gagerns blieb unvollendet.
Er gehörte seit 1902 dem Vorstand des Oberhessischen Geschichtsvereins an und war seit 1913 Mitglied der Historischen Kommission für das Großherzogtum Hessen. 1908 hatte er in Gießen sogenannte Volksunterrichtskurse begründet, Vorläufer der späteren Volkshochschule.
1914 trat Vogt als Freiwilliger in die Armee ein, ohne vorige Ausbildung und auf einem Ohr taub. An den Folgen einer Verwundung, die er am 3. Oktober – mittlerweile Leutnant – in Autry erlitten hatte, starb er zwei Tage später.
Der Historiker Martin Vogt war sein Enkel.

## Veröffentlichungen
- Erzbischof Balduin von Trier und die Frage der Thronentsagung Kaiser Ludwigs des Bayern 1332–1334. Verlag Friedrich Andreas Perthes. Gotha 1901. 59 S.
- Erzbischof Mathias von Mainz, 1321–1328. Verlag Weidmann. Berlin 1905. 68 S.
- Bemerkungen zu den Regesten König Rudolfs, in: Mitteilungen des Instituts für Österreichische Geschichtsforschung 28 (1907), S. 659–664.
- Die hessische Politik in der Zeit der Reichsgründung (1863–1871). Oldenbourg Verlag. Berlin; München 1914. VIII, 229 S.
- Zur Besteuerung Deutschlands durch die Kurie im späten Mittelalter, in: Mitteilungen des Instituts für Österreichische Geschichtsforschung 37 (1917), S. 632–636.

- (Bearb.) Regesten der Erzbischöfe von Mainz von 1289–1396, erste Abteilung, erster Band 1289–1328, Leipzig 1913 (Nachdruck Berlin 1970).